# Monte Piana
Monte Piana je 2 324 metrů vysoká stolová hora se dvěma vrcholy oddělenými úzkou šíjí Forcella dei Castrati. Severní, nižší vrchol (2 305 m) se nazývá Monte Piano. Hora se nalézá se v Sextenských Dolomitech na hranici mezi italskými provinciemi Jižní Tyrolsko a Belluno v Itálii, nad jezerem Dürrensee a poskytuje za dobrého počasí dobrý výhled na všechny strany. Na první pohled malé, nenápadné hoře s plochým travnatým vrcholem se rovněž nalézá rozsáhlý labyrint zákopů a dalších válečných pozůstatků z první světové války.
Samostatně stojící horu obklopují na východě štíty Drei Zinnen a dále horské skupiny od jihovýchodu Cadini di Misurina, od jihozápadu Cristallo a Dürrenstein od severozápadu. Jihotyrolské části hory jsou chráněny v přírodním parku Drei Zinnen.
Během bojů první světové války se o horu vedly urputné boje mezi Rakušany a Italy. Severní, nižší vrchol Monte Piano  obsadili Rakušané, jižní hlavní vrchol Italové. Na vyvýšeném vrcholu, který připomíná náhorní plošinu, o tom dodnes svědčí zbytky postavení, zákopů a tunelů obou stran, z nichž některé byly vzdáleny jen několik metrů od sebe. Je možné je navštívit po historické okružní trase, kterou v letech 1977 až 1982 vytyčil Spolek přátel Dolomit.

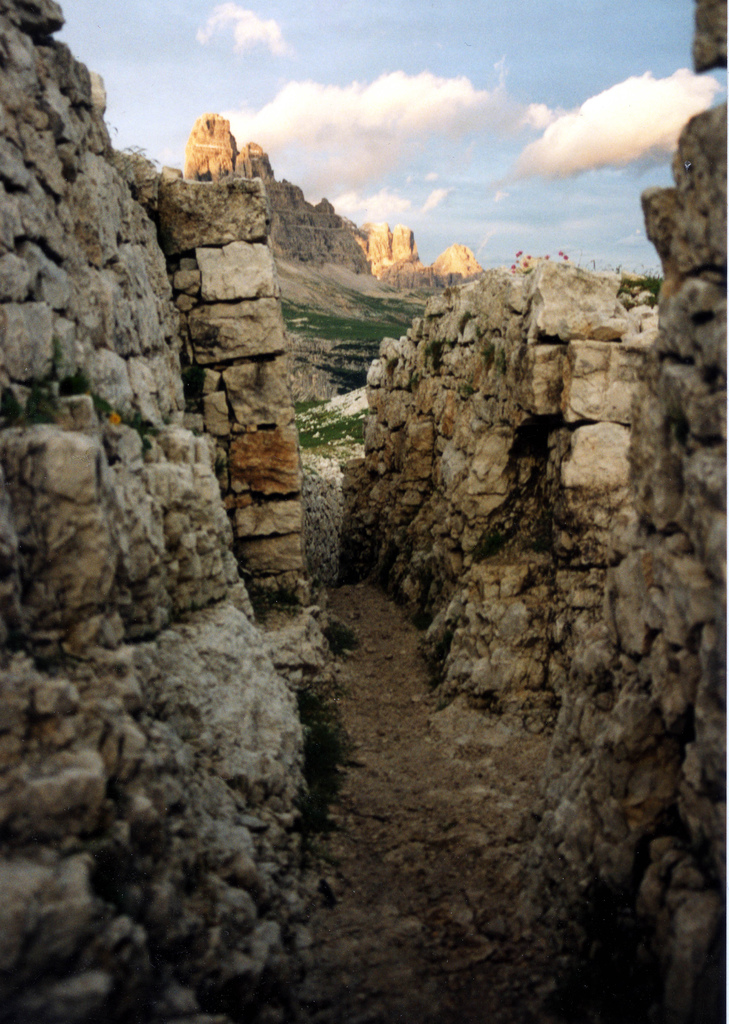
Pozůstatky zákopů na náhorní plošině Monte Piana, v pozadí Drei Zinnen
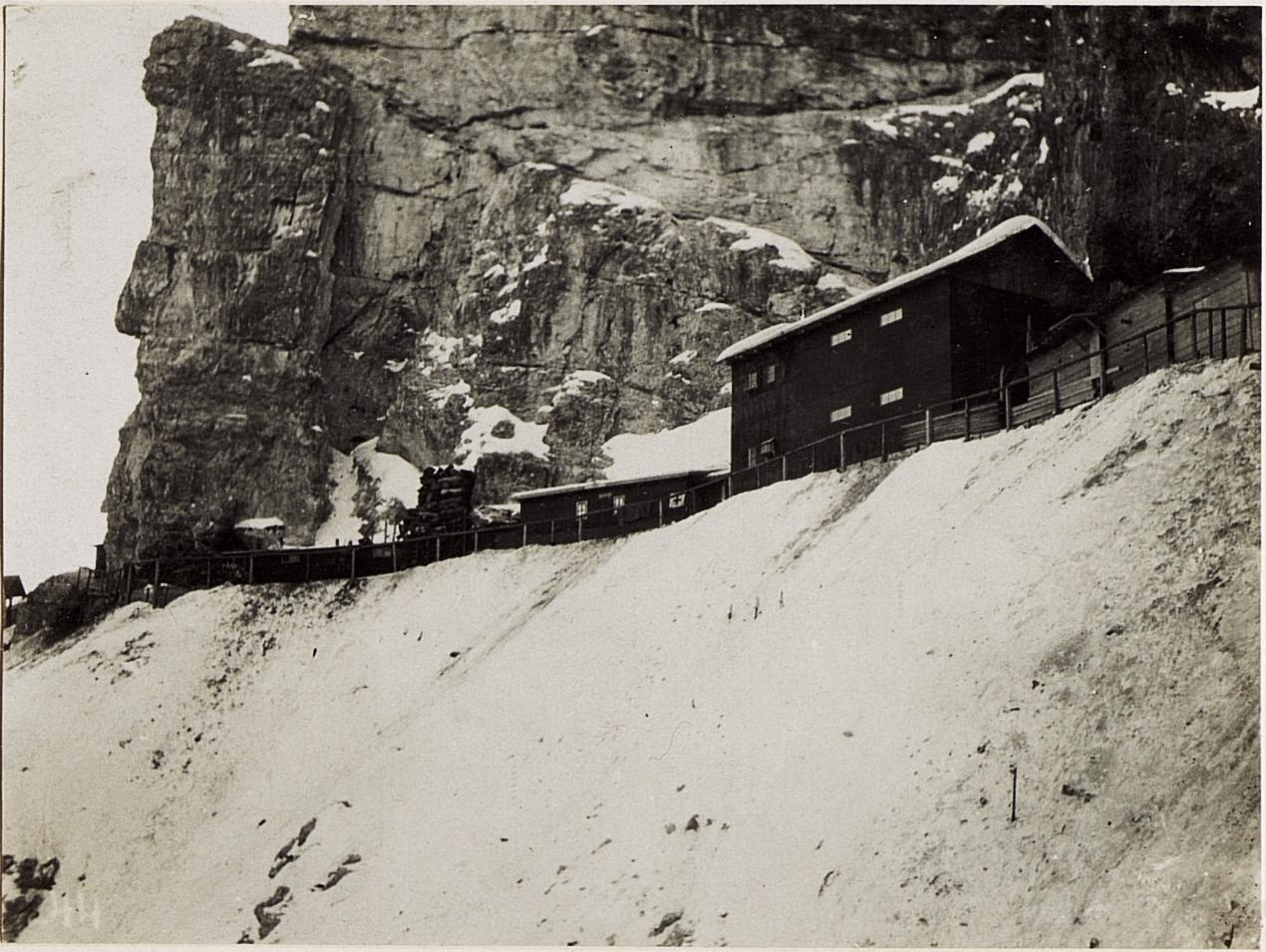
Vojenské baráky na Monte Piana
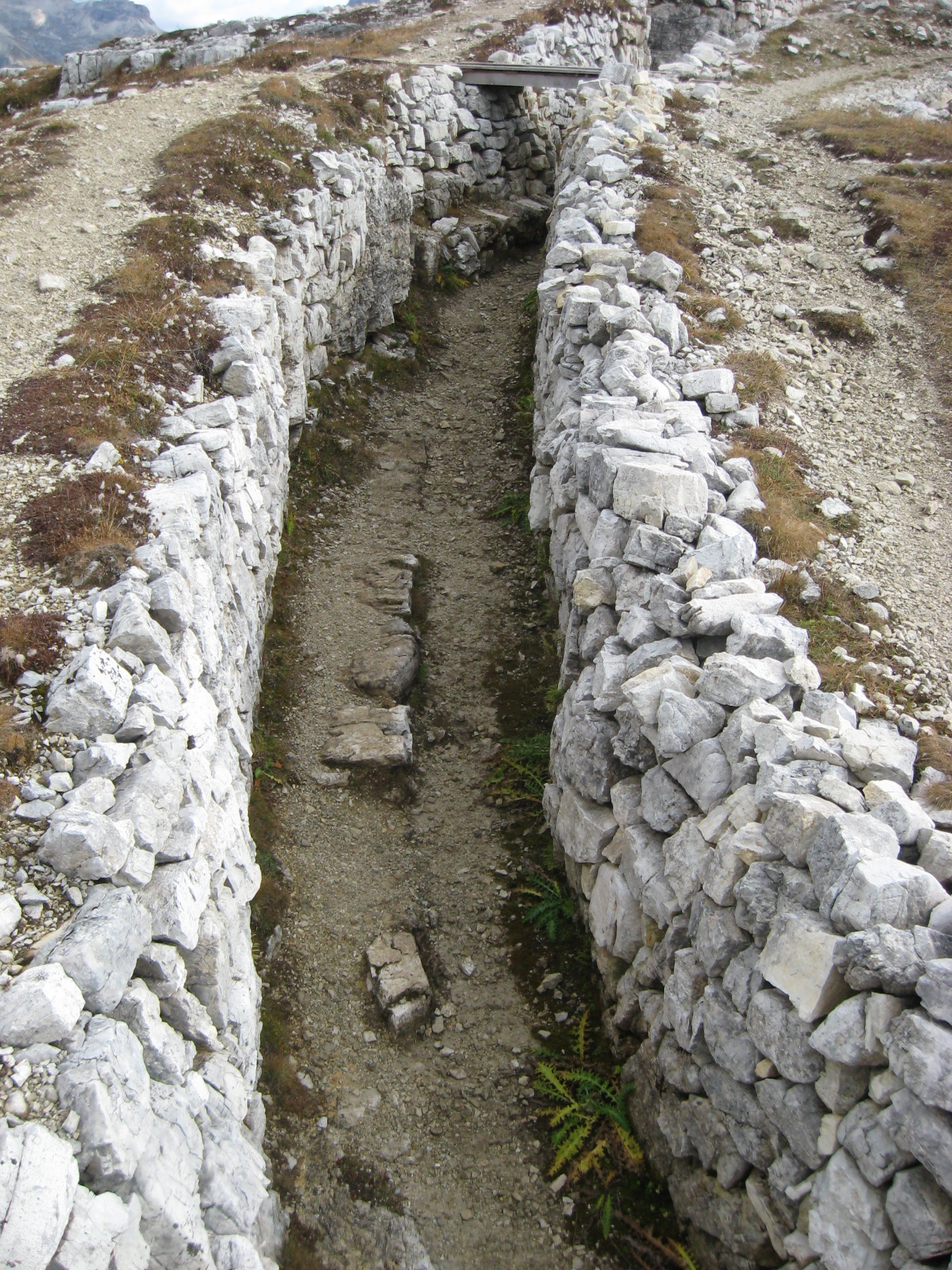
Pozůstatky zákopů na náhorní plošině Monte Piana
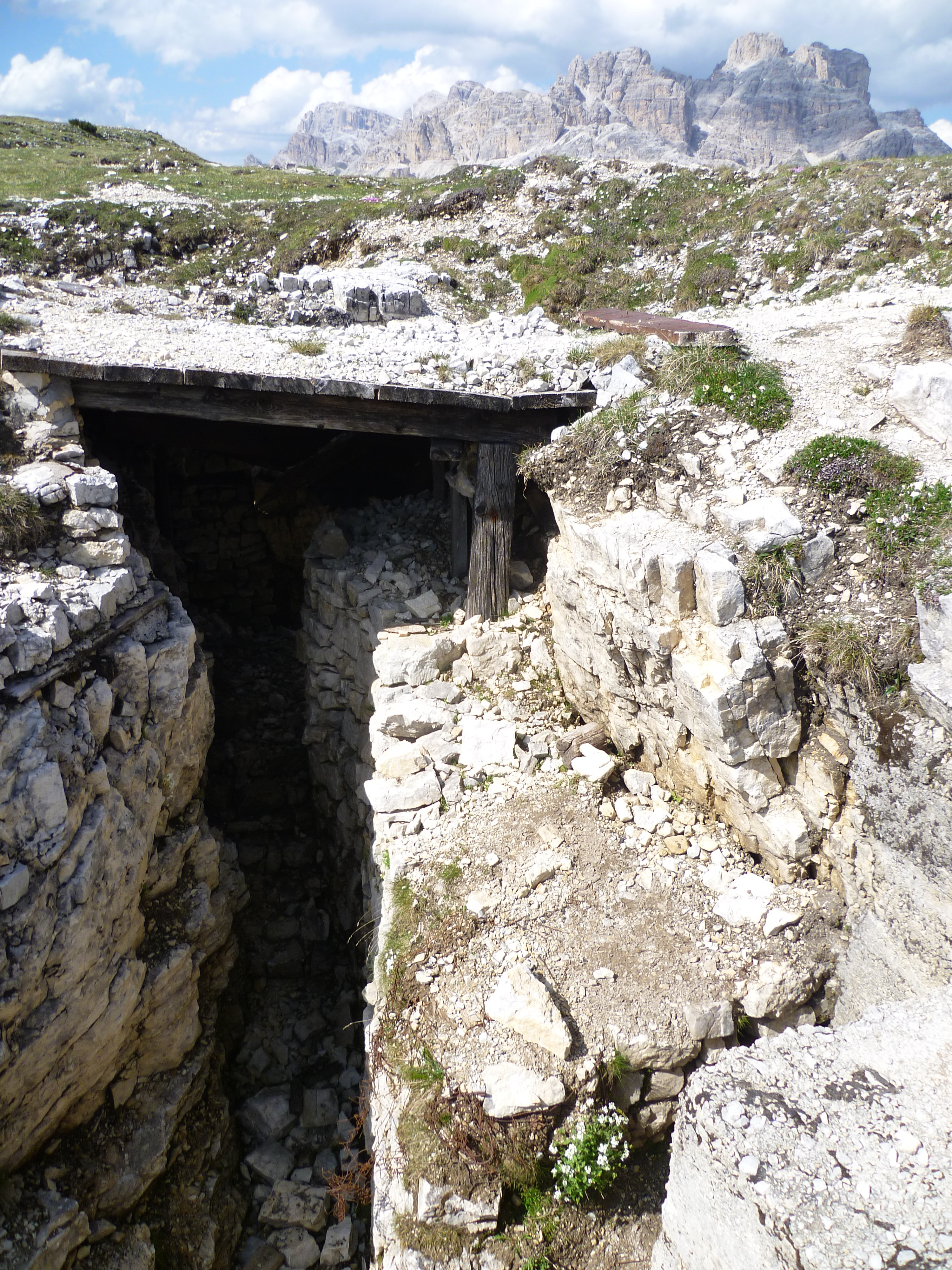
Pozůstatky zákopů na náhorní plošině Monte Piana
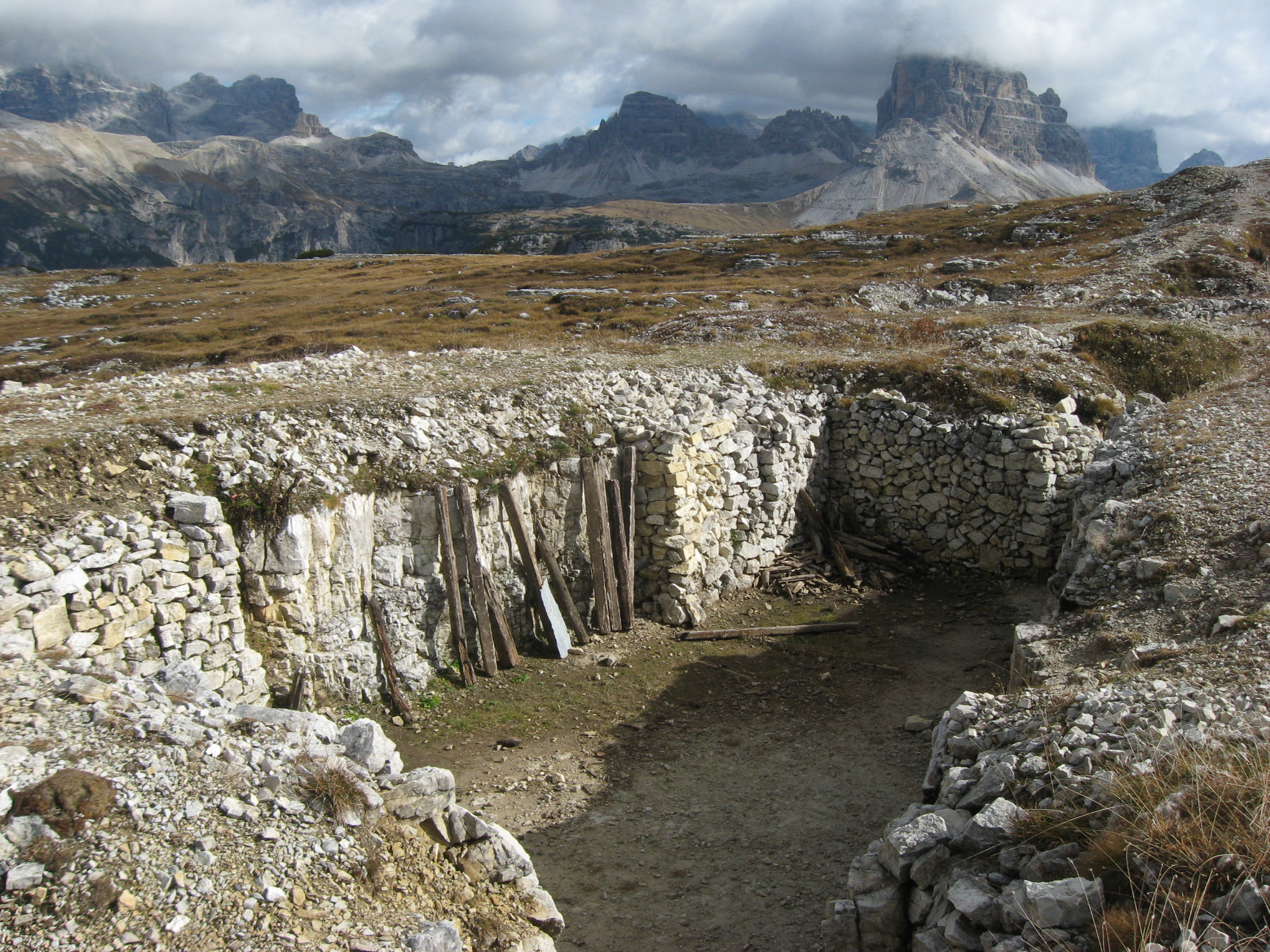
Pozůstatky zákopů na náhorní plošině Monte Piana
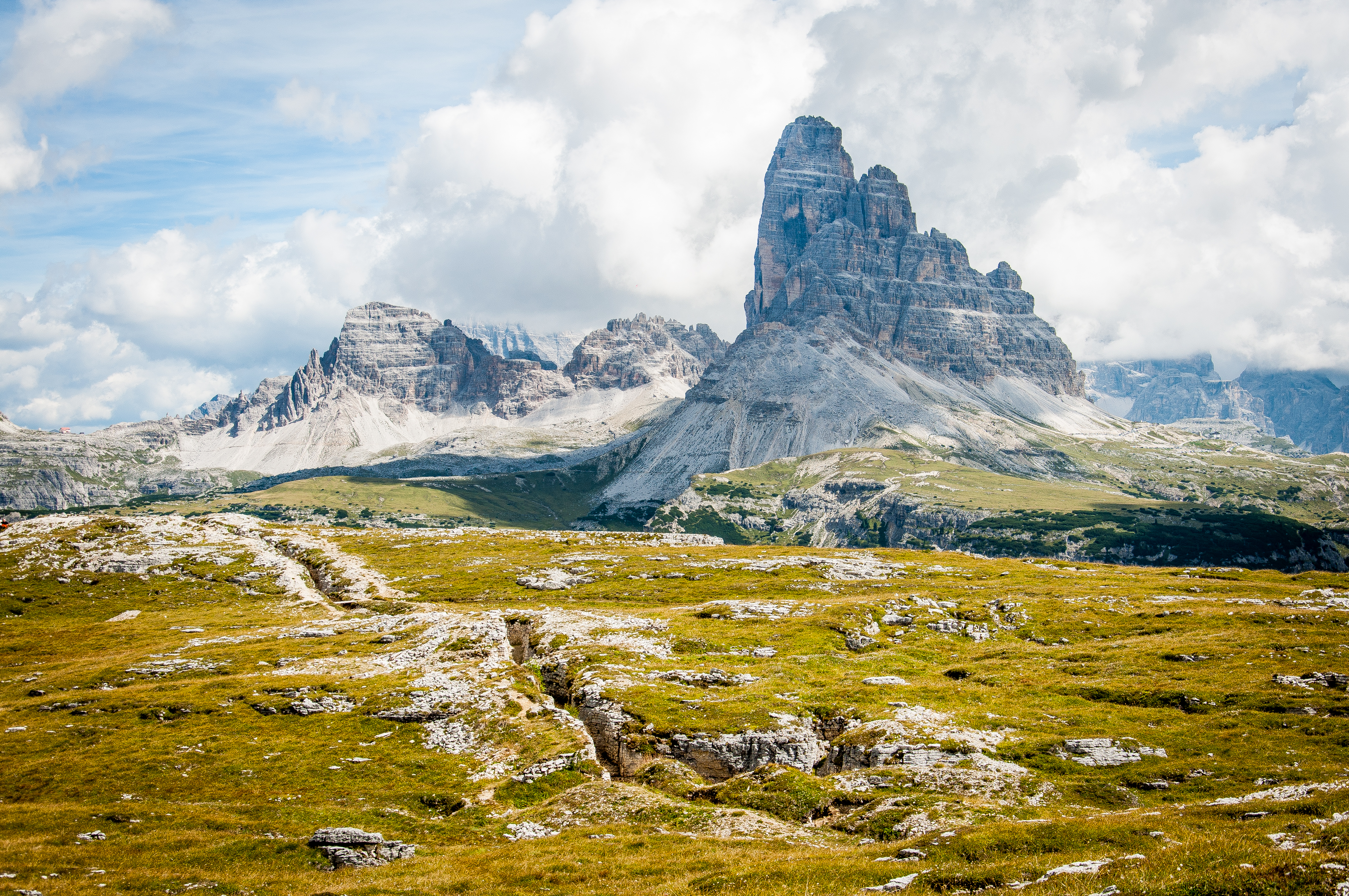
Náhorní plošina Monte Piana

Snadný výstup na náhorní plošinu vede z jihu od chaty Rifugio Angelo Bosi ležící v nadmořské výšce 2 205 m. (až k chatě vede pro osobní automobily uzevřená asfaltová cesta, po které v sezoně jezdí terénní taxi). Ostatní výstupy a sestupy po turistických stezkách jsou místy zajištěné a vyžadují jistý krok a netrpět závratí. Horu protíná horská stezka Dolomiten-Höhenweg 3.